# Landgericht Rehau
Das Landgericht Rehau war ein von 1812 bis 1879 bestehendes bayerisches Landgericht älterer Ordnung mit Sitz in Rehau im heutigen Landkreis Hof. Die Landgerichte waren im Königreich Bayern Gerichts- und Verwaltungsbehörden, die 1862 in administrativer Hinsicht von den Bezirksämtern und 1879 in juristischer Hinsicht von den Amtsgerichten abgelöst wurden.
Im Jahr 1812 wurde im Verlauf der Verwaltungsneugliederung Bayerns das Landgericht Rehau errichtet. Dieses wurde dem Mainkreis zugeordnet, dessen Hauptstadt Bamberg war.
Anlässlich der Einführung des Gerichtsverfassungsgesetzes am 1. Oktober 1879 errichtete man das Amtsgericht Rehau, dessen Sprengel aus den damaligen Gemeinden des aufgelösten Landgerichts Rehau gebildet wurde: Draisendorf, Faßmannsreuth, Fohrenreuth, Kautendorf, Martinlamitz, Nentschau, Pilgramsreuth, Prex, Quellenreuth, Regnitzlosau, Rehau, Schwesendorf und Wurlitz.